# 若尔方
若尔方（法語：Georfans，發音：[ʒɔʁfɑ̃]）是法国上索恩省吕尔区的旧市镇。2025年1月1日，若尔方与邻近的2个市镇合并为新市镇贝勒方丹，并成为了贝勒方丹的委派市镇。

## 地理
若尔方（47°32'11"N, 6°30'45"E）面积2.99 平方千米，位于法国勃艮第-弗朗什-孔泰大區上索恩省，该省份为法国东部内陆省份，北起顺时针与孚日省、贝尔福地区省、杜省、汝拉省、科多尔省和上马恩省接壤。
与若尔方接壤的市镇（或旧市镇、城区）包括：圣费尔热、库尔沙通、格拉蒙、韦勒舍夫勒和库尔伯南。
若尔方的时区为UTC+01:00、UTC+02:00（夏令时）。

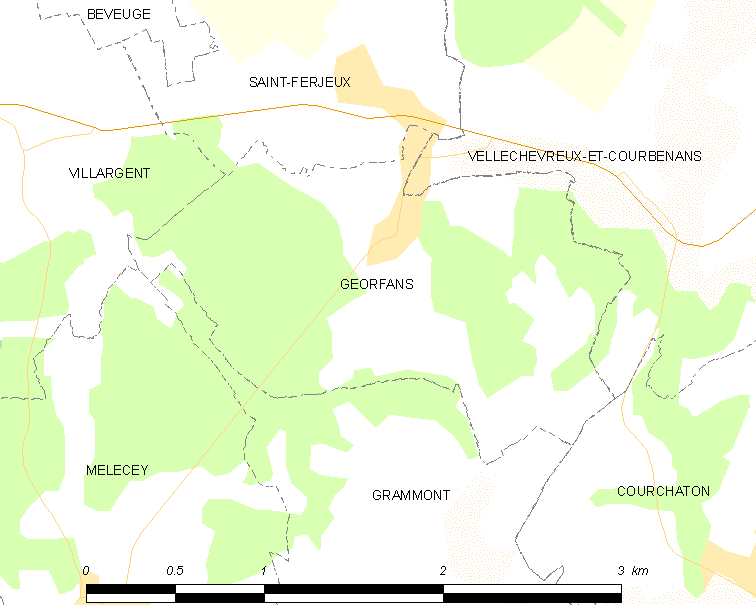
若尔方的OSM定位图

## 行政
若尔方的邮政编码为70110，INSEE市镇编码为70264。

## 政治
若尔方所属的省级选区为维莱塞克塞勒县。

## 人口

1962-2008年间若尔方人口变化图示

若尔方于2022年1月1日时的人口数量为40人。